# Odo blumenauensis
Odo blumenauensis är en spindelart som beskrevs av Cândido Firmino de Mello-Leitão 1927. 
Odo blumenauensis ingår i släktet Odo och familjen taggfotsspindlar. Inga underarter finns listade i Catalogue of Life.